# Pacheco (udde)
Pacheco är en udde i Antarktis. Den ligger i Västantarktis. Argentina, Chile och Storbritannien gör anspråk på området.
Terrängen inåt land är kuperad österut, men västerut är den platt. Trakten är obefolkad. Det finns inga samhällen i närheten.